# フィリップ・メクセス
フィリップ・メクセス（Philippe Samuel Mexès, 1982年3月30日 - ）は、フランス・オート＝ガロンヌ県トゥールーズ出身の元サッカー選手。元フランス代表。現役時代のポジションはディフェンダー。

## 経歴

### クラブ

#### オセール
地元のクラブであるトゥールーズFCでキャリアをスタート。16歳でAJオセールのユースへ移籍し、1999年11月18日のトロワ戦で17歳でリーグ・アンデビュー。12月8日のASモナコ戦ではプロ初ゴールを挙げた。2000-01シーズンからはレギュラーに定着し、2001-02シーズンは3位となり翌シーズンのCL出場権獲得に貢献。そのCLでは予選敗退となったが、リーグ・アンではリーグ最少の29失点に抑えるなどディフェンス陣を支えた。2002-03シーズンには初タイトルとなるクープ・ドゥ・フランスを獲得。

#### ローマ

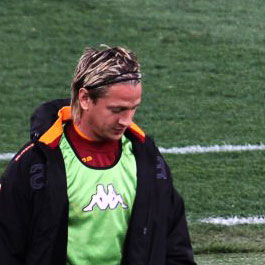
ローマ時代

2004年7月1日にイタリアのASローマと4年契約を結んだ。しかしこの時点でメクセスはオセールとの契約を2年間残していたため、オセールはメクセスが契約期間中に一方的に契約を破棄したとしてFIFAへ移籍に対し異議を申し立てた。これに対しFIFAはメクセスの移籍を認めたものの、ローマにオセールへの賠償金支払いと、メクセスの6週間出場停止処分を発表した。ローマはこの処分に対しスポーツ仲裁裁判所に控訴したが棄却され、1年間の選手獲得禁止（結局、2005-06シーズンの冬季の選手獲得禁止となった）とオセールへ700万ユーロの賠償金支払いが命じられた。また、メクセスの代理人を務めていたオリビエ・ジェアノーは6ヶ月の職務停止処分を課された。
ローマでのデビューは2004年9月12日のACFフィオレンティーナ戦。2005年冬に移籍問題による出場停止処分が確定し、6週間の出場停止を課された。出場停止処分はあったものの1年目からレギュラーとしてセリエAで28試合、カップ戦を含めると35試合に出場した。
2005-06シーズンはドイツのバイエルン・ミュンヘンから加入したサミュエル・クフォーがレギュラーとなり控えとしてスタート。クフォーがアフリカネイションズカップでチームを離れている間にルチアーノ・スパレッティ監督の信頼をつかみ、クフォーの復帰後もレギュラーに定着。UEFAカップでは10試合中9試合、インテル・ミラノとのコッパ・イタリア決勝などにも出場。このシーズンはローマは5位で終わったが、カルチョ・スキャンダルにより2位に繰り上がり、CL本戦出場権を獲得した。
2006-07シーズンはメクセス自身初めて出場したCLでベスト8に進出。コッパ・イタリアでは前年敗れたインテルを相手に1stレグで6-2で勝利するなど雪辱を果たし、優勝。セリエAでも最少失点を記録し、2シーズン連続の2位に入った。
2007-08シーズンはそれまでコンビを組むことが多かったクリスティアン・キヴがインテルに移籍し、バイエル・レバークーゼンから加入したフアンと新たにコンビを組んだ。また、新たにローマと5年契約を結んだ。スーペルコッパ・イタリアーナ獲得から始まったこのシーズンでは2年連続のCLベスト8進出。セリエAでは移籍後最多の31試合に出場し、リーグ2番目の失点に抑えた。優勝したインテルとは勝ち点差最大11から3差まで詰め寄り、最終節まで優勝争いを演じるも三度2位に終わった。しかしコッパ・イタリアでは決勝のインテル戦では先制点を挙げ、連覇に貢献した。
2008-09シーズンは自身やフアンの怪我、クリスティアン・パヌッチがルチアーノ・スパレッティ監督と衝突するなどディフェンス陣が崩壊し、セリエAワースト4位タイの61失点を記録。ローマは6位に終わった。
2009-10シーズンはインテルからレンタル加入したニコラス・ブルディッソにレギュラーを奪われ、センターバックの3番手に降格。セリエAでは19試合、カップ戦を含め27試合と移籍後最少の出場となったが、要所で得点を決めるなど、ローマの優勝争いと2位復帰、コッパ・イタリア準優勝に貢献した。
2010-11シーズンはブルディッソが右SBで起用されることが多くなったこともあり前年以上の出場機会を得たが、2011年4月3日のユヴェントス戦で膝を負傷し、そのままシーズンを終えた。

#### ミラン

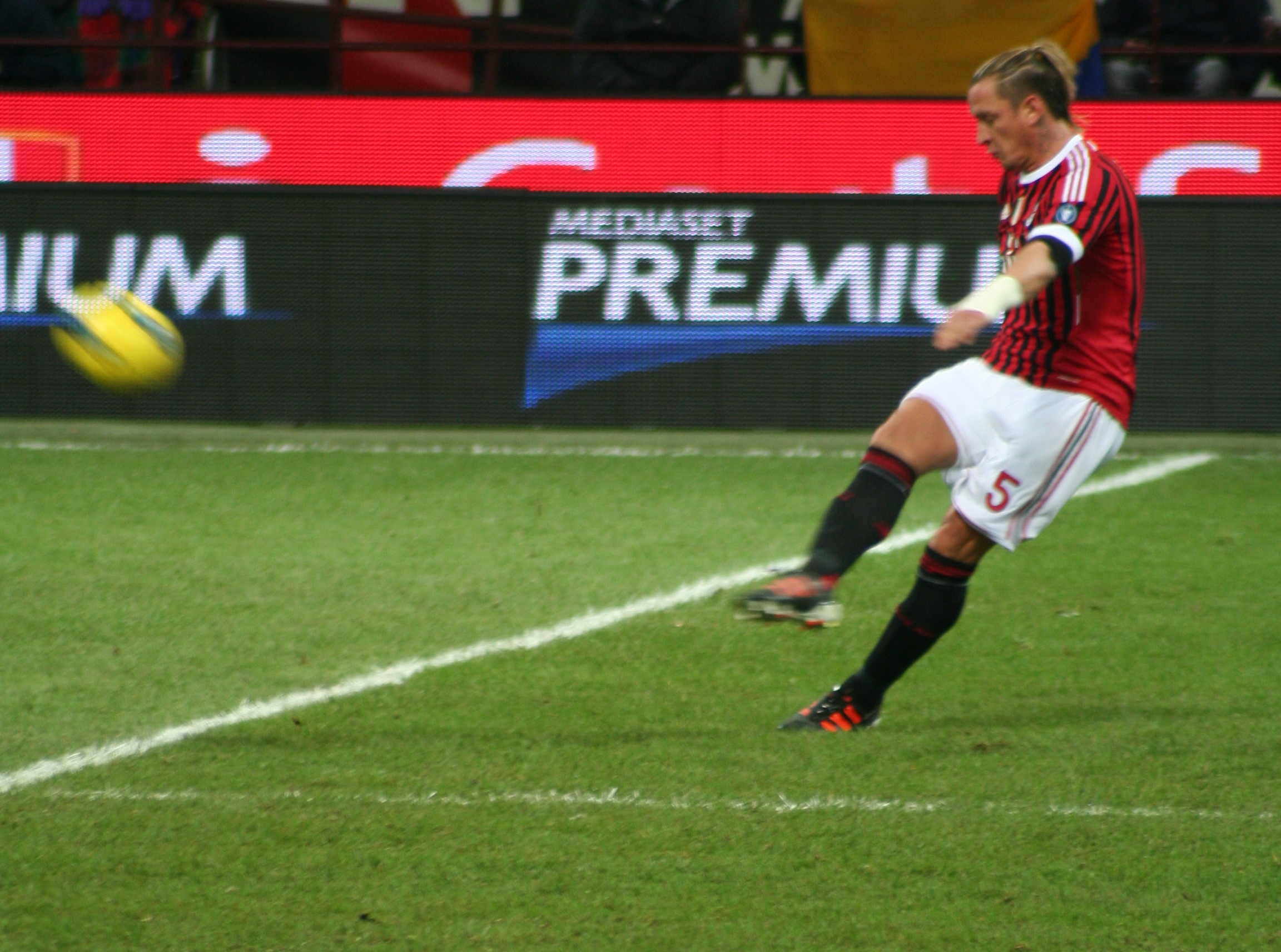
2011-2012シーズン、シエナ戦でプレイ中のメクセス

2011年5月9日に、かねてから噂されていたACミランへの移籍がマッシミリアーノ・アッレグリから、翌日には副会長のアドリアーノ・ガッリアーニから発表された。契約満了に伴うフリートランスファーでの移籍で、4年契約を結んだ。しかし、チアゴ・シウバ、アレッサンドロ・ネスタに次ぐ第3CBとなりまた故障もあったため14試合の出場に留まった。
移籍2年目の2012-13シーズンは、チアゴ・シウバ、ネスタの退団もありレギュラーポジションを獲得。新加入のクリスティアン・サパタとコンビを組み、特にシーズン後半戦は12失点と安定感を見せた。
2015年7月8日、ACミランと翌年まで契約延長を発表した。2016年5月に放出が発表され、所属クラブが見つかることなく2017年11月に引退した。

### 代表
2002年8月21日のチュニジアとの親善試合で代表デビュー。
EURO2008予選では本大会出場の原動力となるが、本大会は落選。これにより本大会ではフランス代表の守備陣が崩壊。中でも、グループリーグ最終戦のイタリア戦で本来LSBが本職のエリック・アビダルをCBとして先発させ、アビダルはレッドカードで退場、PKを献上し、敗戦。フランスディフェンス崩壊を象徴づけるかのようなドメネクの人選となった。この時にメクセスを招集しなかったことにフランス国内からヨーロッパ中のメディアで大きく非難された。これを受けてEURO2008終了後の親善試合・スウェーデン戦からは招集されるようになり、引退したリリアン・テュラムの後釜を担うことが期待された。しかし2010年W杯予選のオーストリア戦ではオウンゴールやPKを献上するファールなど全3失点に絡んでしまい非難された。

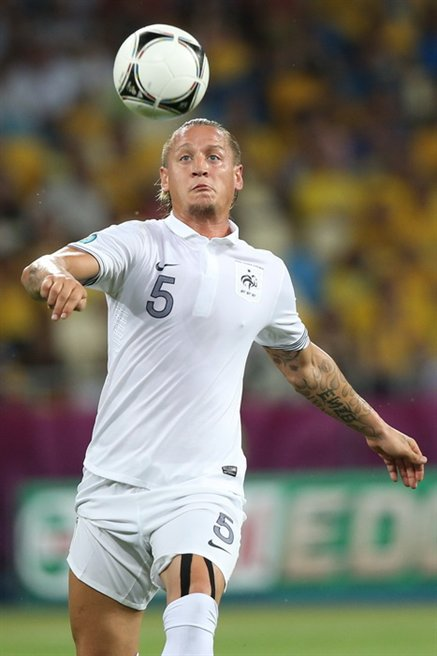
UEFA EURO 2012、スウェーデン戦でのメクセス

南アフリカW杯後、ドメネクが退任しローラン・ブランが監督に就任して最初の試合であるノルウェーとの親善試合でおよそ2年ぶりに代表に復帰し、キャプテンとしてプレーした。2011年3月25日のEURO2012予選・ルクセンブルク戦では決勝点となる代表初得点。翌年の本大会EURO 2012にもグループリーグ3試合に先発フル出場を果たしたが、累積警告により準々決勝のスペイン戦は出場停止となり、チームはここで敗退した。

## 人物
カルラ夫人との間に2003年6月1日に長男のエンツォを、2007年7月29日に長女のエヴァをもうけている。
子供の頃から尊敬する選手は元フランス代表監督のローラン・ブランであり、早くから「ブランの再来」として将来を嘱望されていた。容姿端麗な事で人気が高い一方、素行の悪さでも知られる。特にフランス代表で監督を務めたレイモン・ドメネクとはユース監督時代からの確執があったとされ、これがドイツワールドカップのメンバーから外れた理由の一つとされた。ドメネク時代は代表では低調なパフォーマンスに終わることが多かったものの、ブランの就任後は安定したプレーを見せ、ブランからも「フランスの中心になりうる」と期待された。
素行の悪さは試合中の暴力行為として現れることもあり、2012年2月25日にユベントスのマルコ・ボリエッロへ、2013年10月6日にユベントスのジョルジョ・キエッリーニへ、2015年1月24日ラツィオのステファノ・マウリへの暴力行為でそれぞれ複数試合の出場停止処分が科された。
幼い頃からミランのファンであり、ミラン移籍の際には「夢が叶った」と喜びを語った。
まだ若い頃に獲得し、当時伸び悩んでいた彼を成長させてくれたローマに恩を感じており、「自身から移籍希望は出さない」という主旨の発言を何度かしている。2008-09シーズン後にはACミランからの関心が寄せられていると言われるが、ローマへの残留希望を示しており、それ故にローマサポーターからの人気が高い。しかし2009-10シーズンにニコラス・ブルディッソにレギュラーを奪われて以降はローマへの愛着を述べながらも、移籍の可能性を示唆した。ミランへの移籍決定後も、ローマへの愛を語った。

## エピソード
- 2008年と2010年の2度、盗難の被害に遭っている[9]。特に2008年7月の事件では車で帰宅したところで武装した2人組に遭遇し、娘のエヴァが乗った車が盗難された。車は15分ほどで乗り捨てられ、娘も無事に保護された[10]。
- 2009年2月1日、ローマ市内のディスコに同郷で同僚のジェレミー・メネズとともに訪れた際にローマのライバルであるSSラツィオのサポーターと衝突。顔に怪我を追った[11]。

## タイトル

### クラブ
AJオセール
- クープ・ドゥ・フランス：1回 (2003)

ASローマ
- コッパ・イタリア：2回 (2006-07, 2007-08)
- スーペルコッパ・イタリアーナ：1回 (2008)

### 代表
U-19フランス代表
- UEFA U-19欧州選手権：1回 (2000)

フランス代表
- FIFAコンフェデレーションズカップ：1回 (2003)